# Tovomita carinata
Tovomita carinata là một loài thực vật có hoa trong họ Bứa. Loài này được Eyma miêu tả khoa học đầu tiên năm 1932.